# 男衾駅

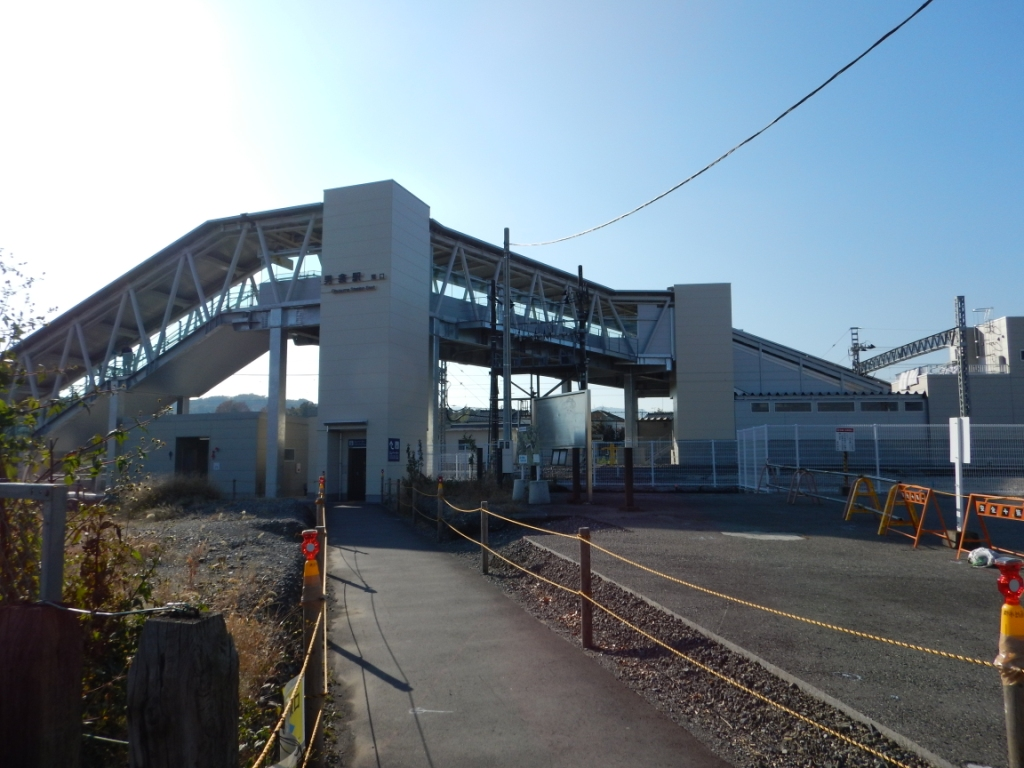
旧駅舎があった東口（2016年11月）

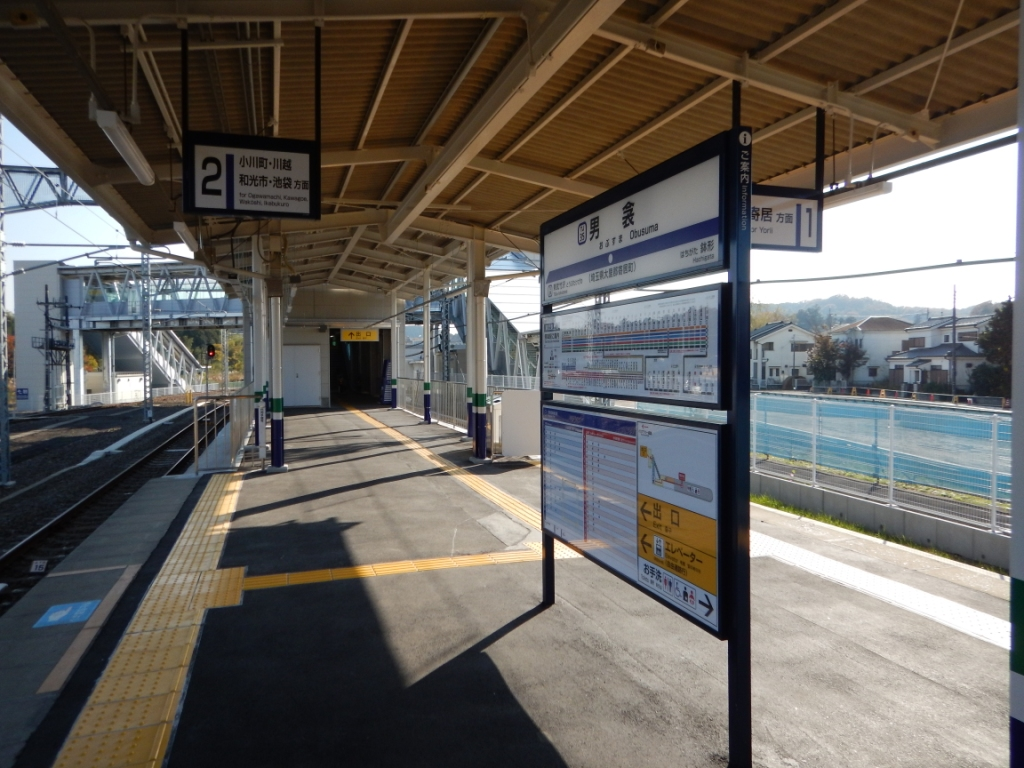
ホーム（2016年11月）

男衾駅（おぶすまえき）は、埼玉県大里郡寄居町大字富田にある、東武鉄道東上本線の駅である。駅番号はTJ 36。
駅名は、かつての地名である大里郡男衾村に因む。

## 歴史
- 1925年（大正14年）7月10日：開設[1]。
- 2016年（平成28年）7月16日：駅舎移設、東西自由通路完成[2]。
- 2020年（令和2年）10月31日：当駅 - 東武竹沢駅間のみなみ寄居駅開業に合わせ、駅番号をTJ 35からTJ 36に変更[3]。

## 駅構造
島式ホーム1面2線を有する地上駅。改札口と駅事務室はホームの東武竹沢駅寄りにあり、そこから階段とエレベーターで線路を跨ぐ東西自由通路につながっている。自動改札機設置。ホームに男女別トイレと多目的トイレあり。
2014年6月から駅舎の移設と東西自由通路の工事が実施され、2016年7月16日に完成した。それ以前は線路の東側に平屋建ての駅舎があり、ホームとは跨線橋で連絡していた。旧駅舎と跨線橋は、改築工事の完成に伴い、取り壊された。
このほか、構内東側に貨物線と1面1線のホーム跡が、西側に旧陸軍弾薬工場（現：埼玉県環境整備センター）への専用線ホーム跡が残っていた。

西側のホーム跡は、東西自由通路建設に伴い、撤去された。

### のりば
| 番線 | 路線   | 方向 | 行先       |
| ---- | ------ | ---- | ---------- |
| 1    | 東上線 | 下り | 寄居方面   |
| 2    | 東上線 | 上り | 小川町方面 |

- 2番線から池袋駅まで直通する列車は設定されておらず、森林公園駅から先の池袋方面は小川町駅、または森林公園駅で乗り換えとなる[6]。

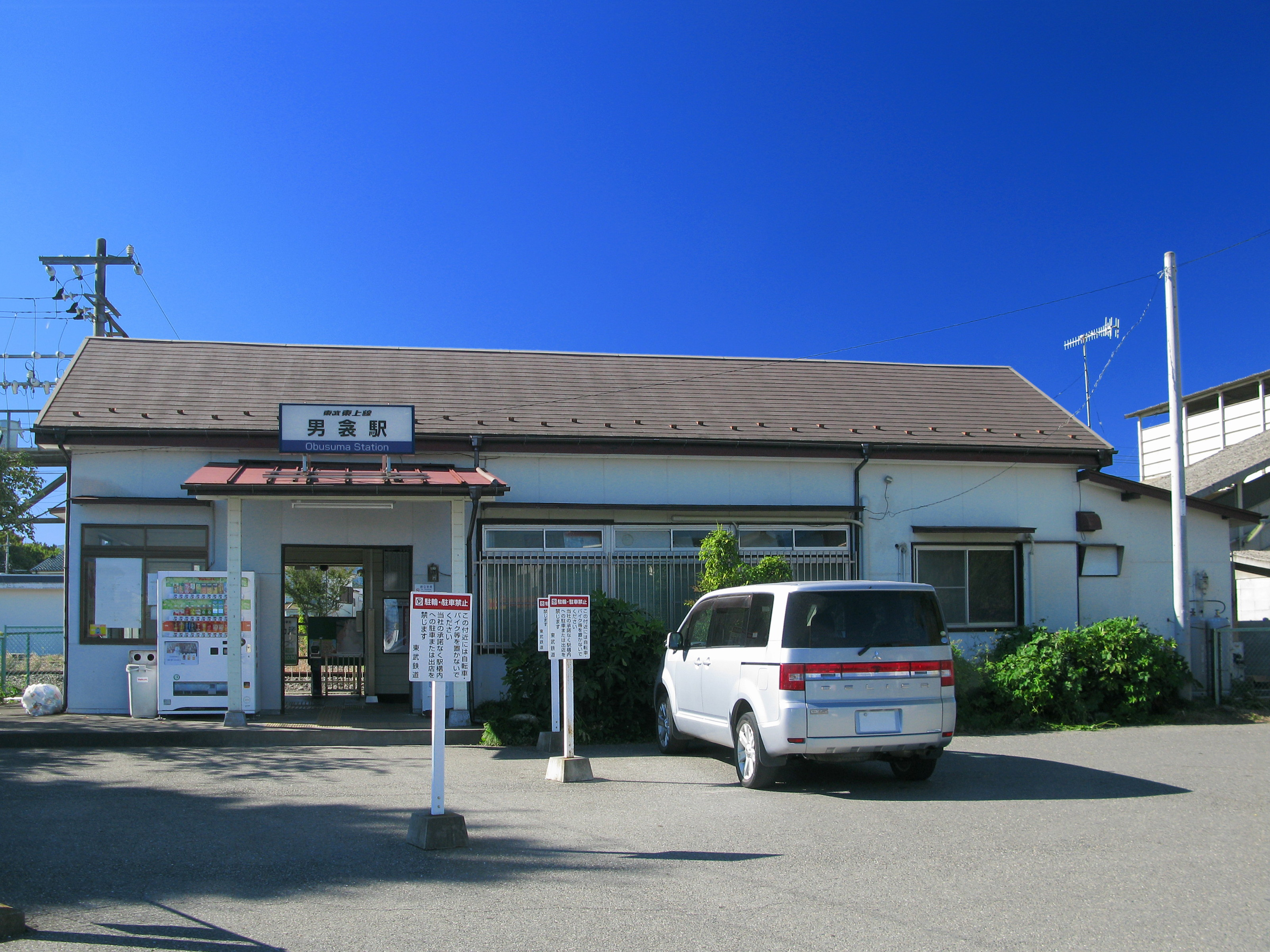
旧駅舎（2012年11月）
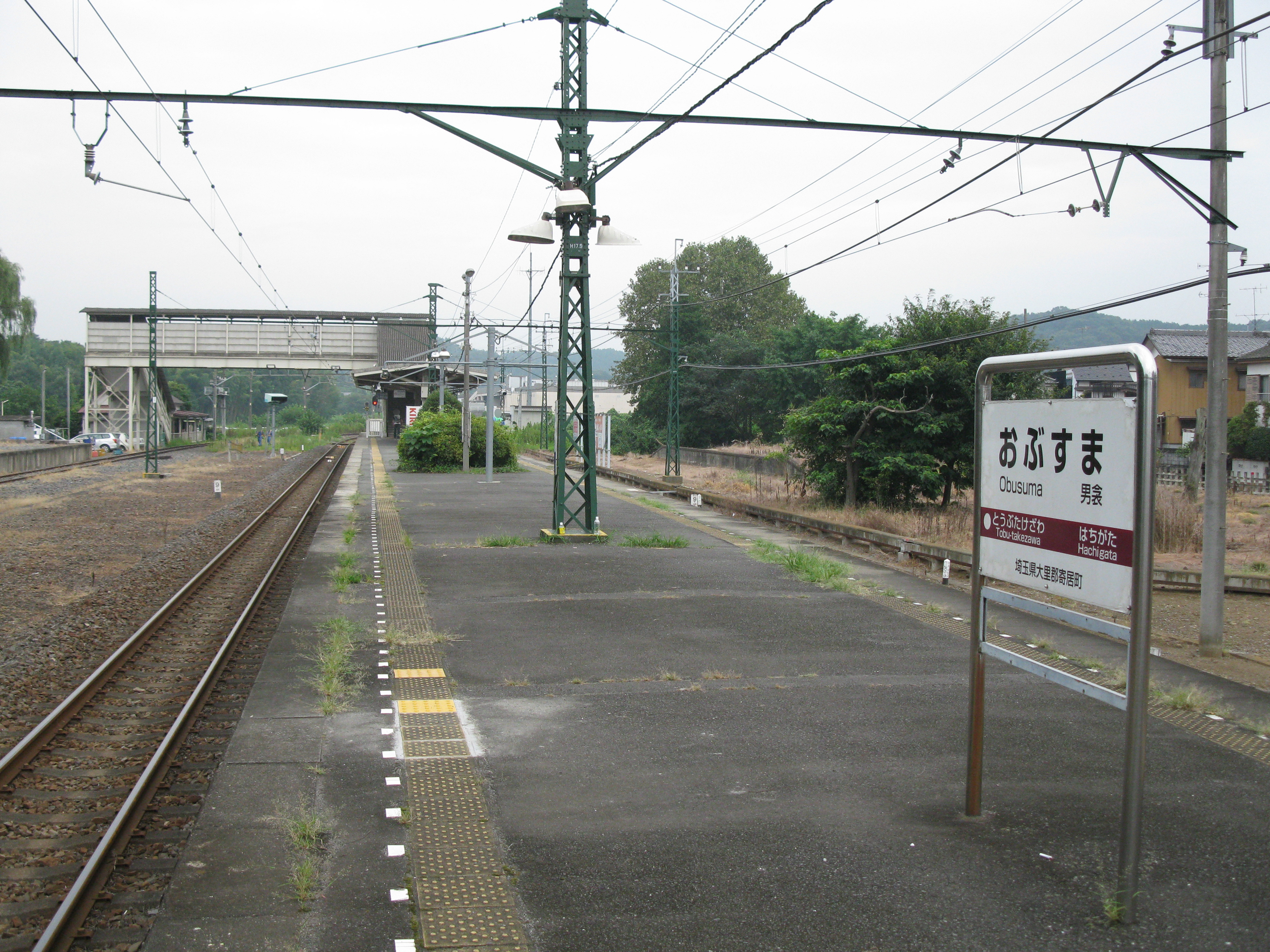
駅舎改築前のホーム（2009年8月）

## 利用状況
2024年度の1日平均乗降人員は1,461人である。
近年の1日平均乗降人員は下表のとおりである。
| 年度               | 1日平均 乗降人員 | 出典       |
| ------------------ | ---------------- | ---------- |
| 2003年（平成15年） | 2,423            |            |
| 2004年（平成16年） | 2,448            |            |
| 2005年（平成17年） | 2,397            |            |
| 2006年（平成18年） | 2,291            |            |
| 2007年（平成19年） | 2,259            |            |
| 2008年（平成20年） | 2,193            |            |
| 2009年（平成21年） | 2,142            |            |
| 2010年（平成22年） | 2,067            |            |
| 2011年（平成23年） | 1,987            |            |
| 2012年（平成24年） | 1,919            |            |
| 2013年（平成25年） | 1,922            |            |
| 2014年（平成26年） | 1,829            |            |
| 2015年（平成27年） | 1,772            |            |
| 2016年（平成28年） | 1,705            |            |
| 2017年（平成29年） | 1,671            |            |
| 2018年（平成30年） | 1,710            |            |
| 2019年（令和元年） | 1,685            | [ 東武 3 ] |
| 2020年（令和02年） | 1,186            | [ 東武 4 ] |
| 2021年（令和03年） | 1,295            | [ 東武 5 ] |
| 2022年（令和04年） | 1,413            | [ 東武 6 ] |
| 2023年（令和05年） | 1,430            | [ 東武 7 ] |
| 2024年（令和06年） | 1,461            | [ 東武 1 ] |

## 駅周辺
- 国道254号
- ベイシア寄居店
- やおよし男衾店

1985年（昭和60年）に経営破綻した不動産会社・磯村建設の事務所、並びに開発した宅地「ひばりヶおか」「柏田ニュータウン」は当駅が最寄り駅ではあったが、宅地は駅から徒歩18分と言う不便な位置にあった。磯村建設の経営破綻後、間もなく「ひばりヶおか」はその名称自体が消滅した。

## 隣の駅
東武鉄道
 東上本線
みなみ寄居〈ホンダ寄居前〉駅 (TJ 35) - 男衾駅 (TJ 36) - 鉢形駅 (TJ 37)

## 撮影
映画『鬼畜』（1978年、松竹制作）の冒頭は、当駅の旧駅舎で撮影された。